# Protesty v Íránu (2019–2020)
Série celostátních občanských protestů v Íránu, někdy označovaná jako Krvavý listopad, proběhla v letech 2019 a 2020. Protesty vyvolal 50–200% nárůst cen pohonných hmot. Byly však součástí širšího íránského demokratického hnutí, které usiluje o svržení íránské vlády a nejvyššího vůdce Alího Chameneího.
Protesty začaly jako pokojná shromáždění během večera 15. listopadu 2019. Během několika hodin se však rozšířily do 21 měst, protože videa z protestů kolovala na internetu. Nakonec se staly nejnásilnějšími protivládními nepokoji od Íránské islámské revoluce v roce 1979.
Aby vláda zablokovala sdílení informací o protestech a smrti stovek demonstrantů v sociálních médiích, vypnula asi na šest dní celostátní internet. Ve snaze rozdrtit protesty vláda (podle Amnesty International) nechala střílet demonstranty ze střech, vrtulníků i z bezprostřední blízkosti palbou ze samopalů. Ve snaze zamaskovat rozsah protestů a počet obětí nechala odstranit velké množství těl mrtvých demonstrantů a rodinám zabitých zakazovala mluvit s médii a pořádat pohřby.
Během protesů bylo zabito až 1500 íránských demonstrantů. Vládní zásahy a protesty vyústily ve zničení 731 vládních bank a devíti islámských náboženských center. Demonstranti strhávali protiamerické billboardy a plakáty a sochy nejvyššího vůdce Alího Chameneího i bývalého vůdce Ruholláha Chomejního.
Demonstrace v roce 2019 se od dřívějších protestů v roce 2009 lišily tím, že se neomezovaly na studenty a velká města. Pak také rychlostí, tvrdostí a vyšším počtem obětí vládního zásahu, který demonstrace rozdrtil během tří dnů,  ačkoli k dílčím protestům docházelo i v dalších měsících.